# 소의 부씨
소의 부씨는 한 원제의 후궁이다.

## 생애
소의 부씨는 집안 형편이 어려워, 궁에 입궁해 가인자가 되었다. 선제의 후궁 첩여 장씨의 눈에 들어 태자비 선발에 나가지만, 태자비가 되지 못했다. 이후 태후 상관씨의 궁녀로 가게 되고, 미모가 뛰어나 태자였던 원제의 눈에 들어 양제 가 된다. 당시 왕정군은 태자비 였는데 태자의 총애를 받지 못하였고, 이와 달리 부씨는 태자에게 총애를 받았다고 한다. 선제가 사망하고 원제가 오르고 나서 부씨는 후궁에서 가장 높은 첩여 자리에 오르게 되고, 아들 정도왕 유강을 낳는다. 이후 원제는 부씨를 총애해 내명부에 첩여 보다 높은 "소의"라는 직위를 하나 더 만들고, 소의에 부씨를 앉힌다. 시간이 지나면서 원제는 미인 동씨를 총애 하게 된다. 미인 동씨는 방년 16세로 당시 갓 입궁해 원제의 총애를 받았다. 소의 부씨는 미인 동씨를 질투해 미인 동씨가 좋아하는 맹수들을 죽일 뻔 하였다. 그녀는 자신의 비리를 알고 있는 시녀 오씨(오경아)를 독살 하였다고 한다.

## 가족 관계
- 남편 : 원제
  - 아들 : 정도공왕 유강
  - 며느리 : 정희
    - 손자 : 애제 유흔

  - 딸 : 평도공주